# Batalla de Cossé
La batalla de Cossé va tenir lloc el 29 de maig de 1815, durant la chouannerie de 1815.

## Preludi
A Mayenne, la chouannerie de 1815 es limitava als districtes de Château-Gontier i Laval, a la meitat sud del departament. El petit exèrcit insurgent, amb més de mil homes forts i comandat per Louis d'Andigné, va entrar a Pouancé sense trobar resistència el 24 maig, abans de passar a Craon el 26, després a Cossé-le-Vivien el 28. Aleshores els líders de Chouan va dubtar entre atacar Laval o Château-Gontier, abans d'optar finalment per la segona ciutat. Tanmateix, una tropa de 166 imperials, comandada pel cap de batalló Duvivier i formada per 56 gendarmes, soldats de línia i guàrdies nacionals, va sortir de Laval durant la nit i va anar a trobar-se amb els chouans.

## Procés
Els imperials van atacar la ciutat de Cossé la nit del 28 de maig al 29. Neutralitzen un missatge avançat, després prenen per sorpresa els Chouans adormits o borratxos.
Louis d'Andigné reuneix les seves tropes fora de la ciutat, a la carretera de Craon, després intenta un contraatac a l'alba. Tanmateix, els imperials van evacuar ràpidament Cossé i es van desplegar en una alçada que oferia una bona posició defensiva. Les seves tropes, havient perdut gran part de la seva escassa munició, d'Andigné va deixar de nou la lluita i es va retirar a Le Bourg-d'Iré.
Buit de tropes, Cossé va ser re capturat pels chouans el 31 de maig, però aquests el van tornar a evacuar a l'anunci del retorn dels imperials. Al juny, els Chouans de Mayenne van suspendre les seves operacions.
L'afer Cossé es remunta a Napoleó, que es va molestar en saber que Laval podria haver estat amenaçat sense haver estat posat en defensa pel prefecte de Mayenne.

## Pèrdues
Pel costat imperial, el capità de la gendarmeria Mayenne va informar que les pèrdues van ser dos gendarmes morts i un brigadier, un altre gendarme i dos soldats o guàrdies nacionals ferits lleus. Pel costat de Chouan, les pèrdues van ser estimades pels bonapartistes en 22 o 25 morts. A les seves memòries {nota 1,} Louis d'Andigné escriu que una vintena dels seus homes van ser assassinats o ferits, i reconeix que els bonapartistes van perdre «menys gent».